# عبد العزيز الحكيم
عبد العزيز محسن الحكيم (1950 - 26 أغسطس 2009)، رجل دين وسياسي عراقي. هو ابن المرجع الشيعي محسن الحكيم. عاش معارضاً لنظام صدام حسين مع أخيه محمد باقر الحكيم. ترأس المجلس الأعلى الإسلامي العراقي (المجلس الأعلى للثورة الإسلامية في العراق سابقاً) الذي استلم رئاسته بعد مقتل أخيه محمد باقر الحكيم في هجوم انتحاري بسيارة مفخخة استهدف موكبه بعد خروجه من باب ضريح الإمام علي في النجف، عضو في مجلس النواب العراقي وزعيم الائتلاف العراقي الموحد. نجله عمار الحكيم أمين عام مؤسسة شهيد المحراب للتبليغ الإسلامي.

## حياته
هو أصغر أنجال رجل الدين محسن الحكيم ومنذ صغره توجه نحو الدراسة في الحوزة العلمية في النجف، فدرس المقدمات في (مدرسة العلوم الإسلامية) التي أسسها والده في السنين الأخيرة من مرجعيته والتي كان يشرف عليها أخوه محمد باقر الحكيم، وبعدها تتلمذ على يد مجموعة من الأساتذة الأكفاء في الفقه والأصول مثل محمد باقر الحكيم وعبد الصاحب الحكيم ومحمود الهاشمي، وكان ذلك في بداية السبعينات من القرن العشرين، وبعد ذلك حضر دروس البحث الخارج (فقهاً وأصولاً) لدى محمد باقر الصدر وذلك عندما شرع بإلقاء دروسه في البحث الخارج علناً في مسجد الطوسي، كما حضر قليلاً لدى المرجع الكبير الإمام الخوئي وكان في هذه المرحلة قد كتب تقرير درس البحث الخارج للسيد الشهيد الصدر.
عمل على تأليف (معجم اصطلاحات الفقه)وعمل عليه لمدة سنة كاملة وشجعه الصدر على إكماله، ولكنه توقف عن ذلك بعد انتصار الثورة الإسلامية في إيران وانتفاضة رجب وتفرغ للعمل الاجتماعي والسياسي في مواجهة تلك الظروف.
عندما بدأ الصدر بمشروعه في تنظيم الحوزة العلمية لبناء مشروع المرجعية الموضوعية اختاره ليكون عضواً في اللجنة الخاصة بذلك إلى جانب كل من محمد باقر الحكيم وكاظم الحائري ومحمود الهاشمي وهي لجنة كانت تسمى لجنة (المشورة) في ذلك المشروع. وبعد احتجاز الإمام الصدر تفرغ لترتيب علاقته بالخارج، فكان حلقة الوصل بينه وبين الجمهور العراقي وتلاميذه في العراق وخارج العراق، وقد هددت حياته في سبيل ذلك، لكنه استمر في تأمين الاتصال بطرق صعبة لحتى استشهادالصدر حيث قرر الهجرة بعد ذلك إلى خارج العراق.

## القيادة العسكرية
بالتزامن مع استهداف محمد باقر الصدر من قبل  حزب البعث العراقي تبنى عبد العزيز الحكيم فكرة اتخاذ الكفاح المسلح ضد النظام، فأسس مع مجموعة من المتصدين «حركة المجاهدين العراقيين» وذلك في ثمانينات القرن العشرين. سافر مع أخيه محمد باقر الحكيم إلى إيران لمواجهة النظام الحاكم في بغداد فأقترح الخميني تشكيل جيش قوامة 100,000 مقاتل ليسمى بفيلق بدر يتبع لحزب الدعوة الإسلامية في العراق، وقد جهز الجيش بأسلحة ثقيلة وخفيفه وطائرات هليكوبتر أستولى عليها من بقايا الحرب العراقية الإيرانية، وقد أصبح الجناح العسكري لفيلق بدر. وبعد مرور الوقت أنشق عن حزب الدعوة الإسلامية وشكل المجلس الأعلى للثورة الإسلامية في العراق وفيلق بدر.

## السياسة
كان أحد أبرز المعارضين لنظام الرئيس العراقي صدام حسين، حيث إنه قد غادر العراق في مطلع ثمانينيات القرن العشرين ولم يعد إليها إلا بعد سقوط النظام البعثي عام 2003. وازداد دوره السياسي في العراق بعد تولّيه قيادة المجلس الأعلى الإسلامي العراقي إثر اغتيال أخيه محمد باقر الحكيم في تفجير سيارة مفخخة في النجف عام 2003.
شغل عدة مناصب منها عضو في مجلس الحكم الانتقالي، وفاز بعدها بمقعد في مجلس النواب العراقي ضمن قائمة الائتلاف العراقي الموحد والتي اختير رئيساً لها والتي أعيد تشكيلها في أغسطس 2009 تحت اسم الائتلاف الوطني العراقي. وهو ذو صلة وثيقة بإيران التي كانت منفاه خلال فترة معارضته السياسية، كما إنه من مؤيدي النظام الفيدرالي في العراق وتشكيل إقليم الجنوب.

## مرضه ووفاته
توفي في 26 أغسطس 2009 في مستشفى مسيح دانشوري في العاصمة الإيرانية طهران بعد 5 أيام من دخوله المستشفى التي أودع فيها بعد سوء حالته الصحية. وكان قد شخص بأنه مصاب بسرطان الرئة عندما عاينه أطباء عسكريون أمريكيون في بغداد ثم سافر بعدها إلى هيوستن للمزيد من العلاج. وقد كان مدخناً شرهاً. ويبدو الحكيم في الصور التي يظهر فيها قبل وفاته شاحباً من الإعياء المزمن وقد سقط شعره. وصرح أحد أعضاء الفريق الطبي الذي تابع حالته قبل وفاته بأن «المرحلة المتقدمة من السرطان قد دمرت كبده ومخه وعظامه». ودُفن جثمانه في مدينة النجف.

## روابط خارجية
- عبد العزيز الحكيم على موقع IMDb (الإنجليزية)
- عبد العزيز الحكيم على موقع مونزينجر (الألمانية)